# Tiszadorogma
Tiszadorogma község Borsod-Abaúj-Zemplén vármegyében, a Mezőcsáti járásban; a vármegye legdélebbi fekvésű települése.

## Fekvése
A 3-as főútról érhető el Mezőkövesden át a 3302-es, vagy a főútról Nyékládházánál letérve, Mezőcsáton keresztül a 3307-es, majd Ároktőtől szintén a 3302-es úton. (Állami közútnak számít még a község területén a faluközpont főutcájának egy rövid szakasza is, ami a 33 104-es útszámozást viseli.)
A település teljes belterülete a Tisza jobb partján helyezkedik el, de az elmúlt évszázadok folyószabályozási munkálatai folytán a községhatár néhány kisebb része – köztük a Tiszadorogmai Göbe-erdő Természetvédelmi Terület – a folyómeder bal partjára került. Községhatárának egyik pontjára esik – a bal parti részen, a folyótól kevesebb, mint 1 kilométerre – Borsod-Abaúj-Zemplén, Hajdú-Bihar és Jász-Nagykun-Szolnok vármegyék hármashatára.
Tömegközlekedéssel Mezőkövesd és Mezőcsát felől a Volánbusz 4010-es járatával közelíthető meg.

## Története
Tiszadorogma (Dorogma) Árpád-kori település. Nevét már 1200 körül említette oklevél Drugma néven.
Későbbi névváltozatai: 1320-ban Dorogma, 1328-ban Durugman, Durugma, Doregma, Doregna, Dorogina.
Révje már Anonymus honfoglalás történetében is szóba került, mint amelyen magyarok keltek át a Tisza túloldalára, ami bizonyossá teszi, hogy 1200 körül már fontos révhely volt, ugyanekkor Pély határjárásakor az idevezető utat is leírták.
Dorogma az Örsúr nemzetségbeliek birtokai közé tartozott. A nemzetség tagjai közül egy oklevél szerint 1320-ban Dorogmai Lőrinc, mint királyi ember volt jelen Montaj és Bábolna iktatásánál.
1328-ban Mihály arkangyalról elnevezett egyháza és papja is meg volt nevezve. 1332-ben a pápai tizedjegyzék szerint papja 7 garas pápai tizedet fizetett.
1347–1348 között az Örsúr nemzetségbeli családok osztoztak meg rajta.
A 20. század elején Borsod vármegye Mezőcsáti járásához tartozott.
1910-ben 1255 magyar lakosa volt. Ebből 150 római katolikus, 1040 református, 63 izraelita volt.
Egykor nevezetes település, révhely volt a mára már a település határába olvadt Pély is.

### Pély
Nevét először Anonymus említette Gestájában, majd 1194-ben mint borsodi földvárföldet említették, melyet III. Béla király a Miskóc nemzetségbeli Domokos bánnak adta.
1396-ban és 1425-ben ugyancsak határjárásokkor merült fel neve, majd 1477-ben a község káptalani beiktatásánál, 1495-ben pedig Ároktő, Margita és Polgár beiktatási eljárásánál volt jelen Peel-i Nyarady János, majd 1504-ben ugyancsak Bábolna és Montaj  beiktatási eljárásakor merült fel neve.
A 16. században Kunovity Miklós és Szent-Iványi Miklós birtoka volt. Neve szerepelt az 1549 évi és az 1576 évi dézsmajegyzékekben is. 1594-ben neve nem szerepelt a tizedjegyzékben, csak a juhjegyzékben, ahol 4 juhos gazda 195 birkával volt összeírva.
Pély a mai Dorogma határában feküdt, ma Pély puszta. [Nem azonos a Heves vármegyei Pély településsel!]

## Közélete

### Polgármesterei
- 1990–1994: Sánta Béla (független)[3]
- 1994–1998: Sánta Béla (független)[4]
- 1998–2002: Széki Gézáné (független)[5]
- 2002–2006: Széki Gézáné (független)[6]
- 2006–2010: Széki Gézáné (független)[7]
- 2010–2014: Tóth Zoltán (független)[8]
- 2014–2019: Tóth Zoltán (független)[9]
- 2019–2024: Tóth Zoltán (Fidesz-KDNP)[10]
- 2024– : Tóth Zoltán (független)[1]

## Népesség
A település népességének változása:
| Lakosok száma | 382  | 383  | 354  | 319  | 340  | 342  | 328  |
|               | 2013 | 2014 | 2015 | 2021 | 2022 | 2023 | 2024 |

2001-ben a település lakosságának 99%-a magyar, 1%-a német nemzetiségűnek vallotta magát.
A 2011-es népszámlálás során a lakosok 97,2%-a magyarnak, 0,3% németnek, 0,3% örménynek, 0,6% románnak mondta magát (2,8% nem nyilatkozott; a kettős identitások miatt a végösszeg nagyobb lehet 100%-nál). A vallási megoszlás a következő volt: római katolikus 13%, református 72,9%, görögkatolikus 1,4%, felekezeten kívüli 4,2% (8,6% nem válaszolt).
2022-ben a lakosság 95%-a vallotta magát magyarnak, 1,8% ukránnak, 0,6% németnek, 0,3% bolgárnak, 0,3% görögnek, 1,8% egyéb, nem hazai nemzetiségűnek (4,7% nem nyilatkozott; a kettős identitások miatt a végösszeg nagyobb lehet 100%-nál). Vallásuk szerint 10,6% volt római katolikus, 47,6% református, 2,6% görög katolikus, 5,6% felekezeten kívüli (32,9% nem válaszolt).

## Nevezetességei
- A Mezőcsáti Tájvédelmi Körzet része
- Gyékényfonók munkái

## Nevezetes emberek
- Itt született 1877-ben Zsóry Lajos főszolgabíró, országgyűlési képviselő
- Itt született 1942. március 14-én M. Szabó Miklós nyugállományú altábornagy, hadtörténész, a Magyar Tudományos Akadémia rendes tagja, a Nemzeti Közszolgálati Egyetem Hadtudományi és Honvédtisztképző Kar rector emeritusa, volt rektora

## Külső hivatkozások
- Tiszadorogma az utazom.com honlapján